# Mikołaj Sapieha (1779–1843)
Mikołaj Sapieha herbu Lis (ur. 1779, zm. 23 listopada 1843) – polski wojskowy i ziemianin; wolnomularz.
Był synem Franciszka Ksawerego (wojewody smoleńskiego) i Teresy z Suffczyńskich. Po ojcu (zmarłym w 1808) odziedziczył Krasiłów na Wołyniu. Od maja 1802 był kawalerem maltańskim, w armii Księstwa Warszawskiego dosłużył się stopnia podpułkownika; pełnił funkcję adiutanta polowego Jana Henryka Dąbrowskiego. We wrześniu 1809 został odznaczony Złotym Krzyżem Orderu Virtuti Militari. Od 1808 należał do loży masońskiej Braci Polaków Zjednoczonych.
W 1806 poślubił Idalię z Potockich, córkę Szczęsnego Potockiego. Z małżeństwa tego urodziły się trzy córki. Brat Mikołaja Paweł poślubił siostrę Idalii, Pelagię Różę. Pochowany w Tomaszpolu.